# Apterygota
De Apterygota vormden in het verleden een onderklasse van de klasse insecten (Insecta). Het ging daarbij om vleugelloze, primitieve "insecten", die door hun evolutionaire geschiedenis altijd ongevleugeld zijn gebleven. Deze groep bestond uit de volgende vijf huidige orden:
- Collembola (springstaarten)
- Diplura
- Protura
- Microcoryphia (rotsspringers)
- Zygentoma (zilvervisje-achtigen)

In het Nederlands werd deze groep aangeduid als oerinsecten en hoewel het taxon Apterygota in wetenschappelijke zin vervallen is, is die term nog steeds in gebruik als verzamelnaam.
Tegenwoordig worden de meeste dieren uit deze groep los van de insecten tot de aparte klasse Entognatha gerekend.
Het taxon Apterygota heeft verschillende betekenissen gekend en de dieren uit deze groep zijn ook lang ondergebracht geweest in een taxon Thysanura, dat zelf ook een warrige bestaansgeschiedenis heeft doorlopen, die deels overlapt met het Nederlandse begrip "franjestaarten".